# (129773) Catmerrill
(129773) Catmerrill est un astéroïde de la ceinture principale.

## Description
(129773) Catmerrill est un astéroïde de la ceinture principale. Il fut découvert le 8 mai 1999 aux monts Santa Catalina par le programme CSS. Il présente une orbite caractérisée par un demi-grand axe de 2,33 UA, une excentricité de 0,18 et une inclinaison de 6,1° par rapport à l'écliptique.
Il est nommé d'après un contributeur de la mission OSIRIS-REx dont l'objet est l'étude de l'astéroïde (101955) Bénou.